# Centrul European pentru Limbi Moderne
Centrul European pentru Limbi Moderne (ECML/CELV) din Graz, Austria, a fost înființat pe 8 aprilie 1994 ca un „acord parțial extins“ al Consiliului Europei. Acordul parțial este „extins“, ceea ce înseamnă că și statele non-membre ale Consiliului Europei pot adera la ECML/CELV. ECML/CELV face parte din Departamentul Educației, care face parte din Direcția Generală pentru Democrație. Rezoluția (94) 10 a stabilit ECML/CELV pentru o fază pilot până în decembrie 1997. De asemenea, a stipulat că un grup de evaluare externă ar trebui să evalueze performanța ECML/CELV în această perioadă. Pe baza recomandărilor pozitive ale acestei evaluări, Comitetul de Miniștri al Consiliului Europei a adoptat Rezoluția (98) 11 în iulie 1998 pentru a face din aceasta o instituție permanentă. Această rezoluție stabilește scopurile și obiectivele ECML/CELV, definește structurile acestuia și descrie componența și sarcinile fiecărui organism.
ECML/CELV face parte din Convenția Culturală Europeană, adoptată la 19 decembrie 1954 la Paris (Franța). Această convenție și-a propus ca obiectiv „să dezvolte înțelegerea reciprocă între popoarele Europei și aprecierea reciprocă a diversității lor culturale, să protejeze cultura europeană, să promoveze contribuțiile naționale la patrimoniul cultural comun al Europei, respectând în același timp aceleași valori fundamentale prin încurajarea, în special, a studiului limbilor, istoriei și civilizației părților la convenție“.

## Misiune
Misiunea ECML/CELV este de a încuraja excelența și inovația în educația lingvistică și de a sprijini statele sale membre în implementarea unor politici eficiente de educație lingvistică. Pentru a realiza aceste obiective, Centrul cooperează cu autoritătile naționale de decizie și cu experți lingvistici pentru a dezvolta soluții inovatoare, bazate pe cercetare, la provocările actuale din domeniu.

## Programul de activități și proiecte ECML/CELV
Orientarea programelor este determinată de statele membre și reflectă prioritățile naționale, tendințele emergente și noile provocări în educația lingvistică. Programul, coordonat de ECML/CELV, se derulează pe o perioadă de patru ani. Acesta constă din:
- o componentă de „dezvoltare“ care își propune să ofere răspunsuri la problemele identificate; și
- o componentă de „mediere“, cu activități de formare și consultanță personalizate pentru statele membre, precum și inițiative destinate unui public mai larg, cum ar fi Ziua Europeană a Limbilor, conferințe, seminarii, webinarii.

### Domenii tematice ale ECML/CELV
Activitatea și resursele ECML/CELV se concentrează pe nouă piloni tematici:
- abilitățile profesorilor și studenților de limbi străine[8],
- educație multilingvă și interculturală[9],
- învățarea limbilor de la o vârstă fragedă[10],
- limbi de școlarizare[11],
- predarea unei discipline integrate într-o limbă străină[12],
- programa de studii și evaluare[13],
- educația lingvistică și integrarea profesională a migranților[14],
- noile media în educația lingvistică[15],
- limbajele semnelor[16].

### Ziua Europeană a Limbilor
La inițiativa Consiliului Europei, Ziua Europeană a Limbilor este sărbătorită în fiecare an pe 26 septembrie, începând din 2001 - în colaborare cu Comisia Europeană.
ECML/CELV coordonează această zi în strânsă colaborare cu punctele naționale de contact ale celor 46 de state membre ale Consiliului Europei.

## Rețele ECML/CELV

### State membre
Organismele oficiale ale celor 36 de state membre ale ECML/CELV sunt:
- Comitetul Director al ECML/CELV este organul executiv al Centrului;
- Autoritățile naționale de nominalizare ale ECML/CELV sunt responsabile pentru nominalizarea experților naționali în activitățile Centrului;
- Punctele naționale de contact ECML/CELV ajută la diseminarea realizărilor proiectului și a informațiilor despre activitatea Centrului prin intermediul rețelelor naționale;
- Asociația Austriacă (Verein EFSZ din Österreich) gestionează infrastructura ECML/CELV din Graz (Austria) și relațiile dintre Centru și autoritățile austriece.

### Cooperare cu Comisia Europeană
Parteneriatul dintre ECML/CELV și Comisia Europeană oferă oportunități de formare profesională experților în domeniul lingvistic din statele membre ECML/CELV și cele ale Uniunii Europene.

### Cooperare cu Forumul de rețele profesionale
ECML/CELV lucrează în parteneriat cu un număr mare de asociații și instituții internaționale neguvernamentale în domeniul educației și evaluării lingvistice prin Forumul său de rețele profesionale care permite schimbul de expertiză. Membrii Forumului sunt:
- Consiliul American pentru Predarea Limbilor Străine⁠(d) (ACTFL),
- Asociația Internațională de Lingvistică Aplicată (AILA),
- Asociația Evaluatorilor Lingvistici din Europa (ALTE),
- Confederația Europeană a Centrelor Lingvistice din Învățământul Superior (CercleS),
- Asociația Europeană pentru Testarea și Evaluarea Limbii (EALTA),
- Evaluarea și acreditarea serviciilor lingvistice de calitate (EAQUALS),
- Platforma Societății Civile Europene pentru Multilingvism (ECSPM),
- Educație și diversitate lingvistică și culturală (EDiLiC),
- Consiliul European al Limbilor (ELC),
- Federația Europeană a Instituțiilor Naționale pentru Limbă (EFNIL),
- Asociația Europeană a Părinților (EPA),
- Institutele Naționale pentru Cultură ale Uniunii Europene (EUNIC),
- Federația Internațională a Profesorilor de Limbi Moderne (FIPLV),
- Asociația Internațională de Multilingvism (IAM),
- Conferința Internațională de Certificate e.V. (ICC),
- Institutul de Limbi Oficiale și Bilingvism⁠(d) (OLBI) al Universității din Ottawa⁠(d).

#### Institutul de Limbi Oficiale și Bilingvism (ILOB) al Universității din Ottawa
De la semnarea unui protocol de cooperare și legătură la 22 ianuarie 2008, ECML/CELV și Universitatea din Ottawa (prin intermediul ILOB) au lucrat strâns pentru a asigura diseminarea activităților ECML/CELV în Canada și pentru a implica experți canadieni în activitățile și proiectele sale.
Se concentrează în special pe proiecte legate de Cadrul european comun de referință pentru limbi (CEFR) al Consiliului Europei.

### Cooperare cu Rețeaua lingvistică din Graz
Rețeaua lingvistică din Graz (în germană: Sprachen Netzwerk Graz) a fost fondată în 2007 la inițiativa Asociației Austriace a Centrului European pentru Limbi Moderne (în germană: Verein Europäisches Fremdsprachenzentrum in Österreich). Aceasta reunește organizații regionale și locale de top din domeniul educației și culturii pentru a promova multilingvismul și diversitatea lingvistică prin inițiative comune, cum ar fi Festivalul anual al limbilor străine de la Graz.